# De blauwe marlijn
De blauwe marlijn is een thriller van auteur James W. Hall.

## Het verhaal
De familie Braswell bezit nagenoeg alles: geld, status en macht. Hun oudste zoon, een genie, liet echter het leven bij een bizar ongeluk tijdens het vissen op marlijn. Hij nam een zeer verdorven geheim mee dat de gehele familie Braswell, en hun familiebedrijf MicroDyne, in één klap zou kunnen vernietigen.
Als Thorn aan het vissen is vlak bij de Florida Keys stort er een vliegtuig neer. Hij biedt de helpende hand bij een reddingspoging van de overlevenden van de vliegtuigramp. Een mysterieus zeewaardig jacht ligt vlak in de nabijheid van het verongelukte vliegtuig maar geen van de opvarenden biedt enige hulp.
Thorn vermoedt al snel dat er mogelijk sprake is van een samenzwering. Iemand heeft een zeer krachtig, hightech wapen ontwikkeld dat alle elektrische systemen in één keer kan uitschakelen.

## Personages
- Thorn
- Sugarman, privédetective en voormalig politieagent